# Do You Love Me
«Do You Love Me» — сингл корейской поп-группы 2NE1, изданный в формате цифровой дистрибуции 7 августа 2013 года; видеоклип к песне вышел на следующий день.
Автором и продюсером песни стал корейский музыкант Тедди Пак, создавший большинство треков для 2NE1. Стиль композиции — электропоп.
Живые выступления 2NE1 с «Do You Love Me» прошли на телешоу M! Countdown, Music Bank и Inkigayo. Появление на Music Bank стало первым выступлением за три года, перерыв образовался в результате сложных отношений звукозаписывающей компании и KBS.

## Список композиций
| №                   | Название            | Текст песни         | Музыка              | Длительность |
| ------------------- | ------------------- | ------------------- | ------------------- | ------------ |
| 1.                  | «Do You Love Me»    | Тедди Пак           | Тедди Пак           | 3:35         |
| Общая длительность: | Общая длительность: | Общая длительность: | Общая длительность: | 3:35         |

| Чарт                          | Наивысшая позиция |
| ----------------------------- | ----------------- |
| Gaon Singles Chart            | 3                 |
| Gaon Streaming Singles chart  | 15                |
| Gaon Download Singles chart   | 3                 |
| Billboard Korea K-Pop Hot 100 | 2                 |

| Страна | Дата           | Лейбл            | Формат               |
| ------ | -------------- | ---------------- | -------------------- |
| Мир    | 7 августа 2013 | YG Entertainment | цифровая дистрибуция |